# Friedrich Wessel
Friedrich Wessel –conocido como Fritz Wessel– (Bonn, 29 de abril de 1945) es un deportista alemán que compitió para la RFA en esgrima, especialista en la modalidad de florete. Ganó dos medallas de oro en el Campeonato Mundial de Esgrima en los años 1969 y 1970.

## Palmarés internacional
| Campeonato Mundial | Campeonato Mundial | Campeonato Mundial | Campeonato Mundial |
| Año                | Lugar              | Medalla            | Prueba             |
| ------------------ | ------------------ | ------------------ | ------------------ |
| 1969               | La Habana (Cuba)   | Medalla de oro     | Florete individual |
| 1970               | Ankara (Turquía)   | Medalla de oro     | Florete individual |